# Atractoceros xanthoprocta
Atractoceros xanthoprocta is een vlinder uit de familie Brachodidae. De wetenschappelijke naam voor de soort is voor het eerst geldig gepubliceerd in 1914 door Edward Meyrick.
De soort komt voor in het Afrotropisch gebied.